# Calvin Vlaanderen

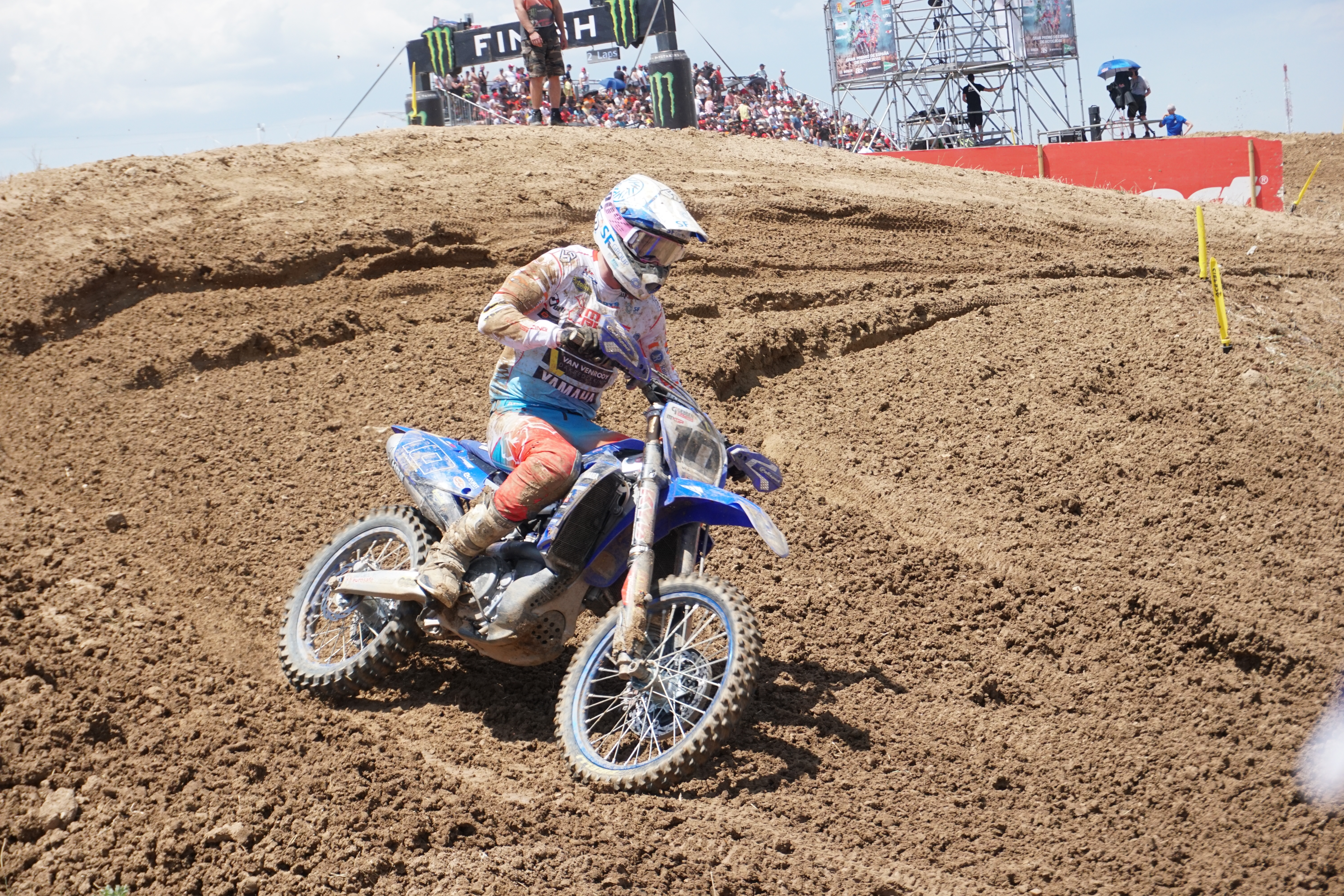
Calvin Vlaanderen in 2022

Calvin Vlaanderen (Port Elizabeth, 24 juni 1996) is een Zuid-Afrikaans-Nederlands motorcrosser.

## Carrière
Calvin Vlaanderen werd geboren in Port Elizabeth voordat hij met zijn gezin verhuisde naar Kaapstad, de wetgevende hoofdstad van Zuid-Afrika, toen hij twee jaar oud was. Hij begon met motorcross op driejarige leeftijd met een 50cc, terwijl hij het jaar daarop begon met racen op clubniveau met wat problemen op het gebied van resultaten in een vroeg stadium.
Hij werd vervolgens Zuid-Afrikaans kampioen in de klassen 50cc, 65cc en 125cc, voordat hij op twaalfjarige leeftijd voor het eerst optrad in Europa op het 85cc Wereldkampioenschap in Nederland, waar hij zich wist te kwalificeren voor de race. In 2011 nam Vlaanderen deel aan enkele Europese races, terwijl hij het jaar daarop een telefoontje kreeg van een Duits team om te gaan racen in het Europees Kampioenschap. Dit was het moment waarop Vlaanderen fulltime in Europa ging wonen.
In 2013 werd Calvin derde in het Europees Kampioenschap 125cc en vijfde in de 250cc-klasse. Vervolgens verhuisde hij in 2015 naar het Wereldkampioenschap motorcross MX2 met een contract van drie jaar bij KTM, voordat hij eind 2017 toetrad tot het fabrieksteam van Honda. In 2020 komt hij voor het eerst uit in de MXGP-klasse, waarbij hij uitkomt voor het team van Gebben Van Venrooy Yamaha Racing.
In 2024 is Calvin een lid van het officiële Yamaha fabrieksteam.

## Motorcross der Naties
Vlaanderen werd geselecteerd voor de Motorcross der Naties 2018 met de Nederlandse ploeg, aangezien hij via zijn grootouders de dubbele nationaliteit bezit. Zijn grootouders werden geboren in Nederland, maar verhuisden na de Tweede Wereldoorlog naar Zuid-Afrika. Met de Nederlandse ploeg, die verder bestond uit Glenn Coldenhoff en Jeffrey Herlings, werd hij tweede nadat Vlaanderen in de eerste race uitviel vanwege een steen in z'n oog en niet kon starten in de tweede race. In 2019 won Vlaanderen met Coldenhoff en Herlings de Motorcross der Naties die in Assen gehouden werd.

## WK motorcross
2016: 12e in MX2-klasse
2017: 13e in MX2-klasse
2018: 06e in MX2-klasse
2019: 08e in MX2-klasse
2020: 16e in MXGP-klasse
2021: 14e in MXGP-klasse
2022: 7e in MXGP-klasse
2023: 6e in MXGP-klasse
2024: 7e in MXGP-klasse
| 1           | 01-07-2018 | Indonesië         | Pangkal Pinang |
| MXGP-klasse |            |                   |                |
| 2           | 15-05-2022 | Sardinië (Italië) | Riola Sardo    |